# Paul Burgess (sportowiec)
Paul Burgess (ur. 14 sierpnia 1979 w Perth) – australijski lekkoatleta, tyczkarz.
Mimo niewątpliwego talentu i bardzo dobrych wyników osiąganych na mityngach nie ma w swoim dorobku zbyt wielu międzynarodowych sukcesów. Zdobył złoty medal podczas Mistrzostw Świata Juniorów w Lekkoatletyce (Sydney 1996), brąz na tej samej imprezie w 1998 w Annecy oraz srebro na Igrzyskach Wspólnoty Narodów (Manchester 2002). W 2006 wygrał Światowy Finał IAAF rozegrany w Stuttgarcie. Trzykrotnie brał udział w igrzyskach olimpijskich (2000, 2004, 2008), jednak bez sukcesów – w najbardziej udanym starcie był 11. (Ateny 2004).
25 lutego 2005 w rodzinnymi mieście Burgessa – Perth pokonał poprzeczkę zawieszoną na wysokości 6 metrów, stając się 11. lekkoatletą w historii, który pokonał tę magiczną granicę.
Wielokrotny mistrz i rekordzista kraju.
W 2010 ogłosił zakończenie kariery.

## Rekordy życiowe
Stadion
- skok o tyczce – 6,00 m (2005)

Hala
- skok o tyczce – 5,80 m (2006, 2007)